# Horst Thorau
Horst Thorau (* 15. Mai 1930 in Berlin; † 21. September 1989 in Leipzig) war ein deutscher Fotograf und Hochschullehrer.

## Leben
Thorau erhielt von 1948 bis 1949 eine fotografische Ausbildung am Lettehaus in Berlin. Von 1951 bis 1954 studierte an der Fachschule für angewandte Kunst Magdeburg unter Johann Graf und Karl Sütterlin Fotografie. Danach arbeitete er als Fotograf an der Deutschen Akademie der Künste in Berlin. 1956 ging Thorau nach Magdeburg zurück und war dort als Dozent für Fotografie an der genannten Fachschule bis zu deren Schließung 1963 tätig. Ab 1963 bis zu seinem plötzlichen Tod 1989 war Thorau an der Hochschule für Grafik und Buchkunst Leipzig (HGB) neben Heinz Föppel und später Peter Pachnicke (1942 – 2019) der leitende Dozent für das Fernstudium. 1970 legte Thorau an der HGB sein externes Diplom ab. In Leipzig war er Lehrer und Mentor zahlreicher bedeutender DDR-Fotografen, so beispielsweise von Harry Hardenberg, Manfred Paul, Dietmar Riemann, Gundula Schulze Eldowy und Eberhard Thonfeld (* 1952).
Neben seiner Lehrtätigkeit war Thorau als Fotograf bekannt für seine Landschaftsbilder und Industrielandschaften sowie seine Fotomontagen und Fotografiken in unterschiedlichsten Techniken. Hier sind vor allem seine Fettfarbenumdrucke zu nennen. Fotografien Thoraus finden sich in zahlreichen Büchern und Bildbänden.
Thorau war unter anderem Mitglied des Verbands Bildender Künstler der DDR und des Zentralvorstandes der Gesellschaft für Fotografie im Kulturbund der DDR. Er war auch als Juror tätig, so beispielsweise als Vorsitzender der Jury zur 2. Portraitfotoschau der DDR 1981.
Thorau war an zahlreichen Ausstellungen im In- und Ausland beteiligt.

## Ausstellungen (unvollständig)

### Einzelausstellungen
- 1980: Stralsund, Galerie maritim

### Teilnahme an Ausstellungen
- 1977: Magdeburg, Kulturhistorisches Museum („Gebrauchsgraphik“)
- 1979 und 1984: Magdeburg, Bezirkskunstausstellungen

- postum 2023: Magdeburg, Forum Gestaltung (Werke von Künstlern und Gestaltern der ehemaligen Fachschule für angewandte Kunst Magdeburg)

## Publikationen (Auswahl)
- Heinz Stingl (mit Fotografien von Heinz Föppel und Horst Thorau); Bali: Aus dem Museum für Völkerkunde in Leipzig, Prisma Verlag Leipzig 1969
- Horst Thorau Fotomontage. Eine technische Anleitung, Seemann Verlag Leipzig 1969
- Horst Thorau Künstlerische Fotomontage, Seemann Verlag Leipzig 1971
- Horst Thorau Magdeburg (Mappe mit Fotografiken), Eigenverlag 1975

## Ehrungen
- Ehrennadel für Fotografie in Gold
- Pestalozzi-Medaille in Bronze
- Kunstpreis des Bandstahlkombinates Eisenhüttenstadt